# Тиссен, Август
Август Тиссен (нем. August Thyssen; 17 мая 1842 года, Эшвайлер — 4 апреля 1926 года, замок Ландсберг, Ратинген, Северный Рейн-Вестфалия) — немецкий промышленник из семьи Тиссен, один из основателей металлургической компании «Thyssen, Fossoul & Co.» в Дуйсбурге. Построил первую 500-тонную доменную печь в Германии, первую 100-тонную мартеновскую печь и первый завод по производству больших труб. Вместе с Гуго Стиннесом Тиссен был соучредителем RWE, ставшей одной из крупнейших энергетических компаний мира. Конгломерат Thyssen стал ядром крупнейшего горнодобывающего и сталелитейного картеля в мире до Второй мировой войны Vereinigte Stahlwerke AG.

## Биография
После завершения учебы в Университете Карлсруэ и коммерческой школе в Антверпене он, как и его брат Йозеф Тиссен, присоединился к банку своего отца Фридриха Тиссена.

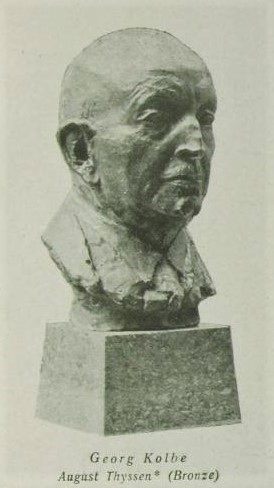
Бюст Августа Тиссена. Скульптор Г.Кольбе

В 1867 году Тиссен и несколько членов его семьи основали металлургический завод «Thyssen-Foussol & Co» в Дуйсбурге. Когда в 1870 году эта компания была ликвидирована, он вместе с отцом создал «Walzwerk Thyssen & Co», которая станет основой индустриальной империи в индустриальной Рурской области. Первоначально он управлял разными компаниями по отдельности децентрализованно, но в итоге объединил их через холдинговую компанию. Самой крупной его компанией была угледобывающая компания Gewerkschaft Deutscher Kaiser (вблизи Дуйсбурга), которую он приобрел в 1891 году.
Он построил первую 500-тонную доменную печь в Германии, первую 100-тонную мартеновскую печь и первый завод по производству труб с большим диаметром. Вместе с Гуго Стиннесом Тиссен был соучредителем RWE.
Конгломерат Thyssen стал ядром Vereinigte Stahlwerke AG, крупнейшего горнодобывающего и сталелитейного картеля в мире до Второй мировой войны. Компания Thyssen была основана в 1953 году и присоединилась к компании KruppHoesch, в 1997 году была образована компания ThyssenKrupp AG.
Thyssen приобрел большую часть Beeckerwerth, включая Haus Knipp, в начале XX века.
Он первым в своей семье начал собирать произведения искусства, например, приобрёл шесть произведений своего друга скульптора Огюста Родена .
Фирма Тиссена была вертикально интегрированной компанией, контролирующей все аспекты процесса производства стали. Он владел собственным флотом кораблей, сетью доков и железной дорогой. Хотя он был одним из самых богатых людей Германии, до самой смерти его идеалом было «Когда я отдыхаю, я ржавею». Он жил простой жизнью: управлял своей империей из офиса в Мюльхайме, водил старую машину, носил нестандартные костюмы и, как известно, пил и ел со своими рабочими. Считают, что он был республиканцем.
В своем меморандуме о военных целях от сентября 1914 года канцлеру Теобальду фон Бетманн Гольвегу он призвал к присоединению части Франции, чтобы обеспечить дальнейшее существование немецкой черной металлургии в течение длительного времени и сохранить «лидирующие позиции Германии» на континенте в экономическом плане". Для достижения «позиции мировой державы», по его мнению, России необходимо уступить «Донской регион с Одессой, Крымом, а также Приазовье и Кавказ» Германии, чтобы иметь возможность добраться до Англии в Египте и Индии. Кавказ с его марганцевыми рудами является «незаменимым» для Германии, обладая этими рудами, можно поставить производство стали в Америке в зависимость от самого себя и влиять на цены. Кроме того, потребовалась аннексия Бельгии, российских прибалтийских провинций, а также Центральноевропейского таможенного союза и других колоний в Африке в качестве торговых площадей.
Зимой 1916—1917 гг. (Во время Первой мировой войны) Август Тиссен в уединении останавливался на курорте в Швейцарии. Ходили слухи, что он недоволен тем, что Германия ведёт войну. Приписываемая ему брошюра распространилась в нейтральных странах, а через несколько недель в Англии и США. Она считалась одним из самых сенсационных документов времен войны.
Брошюра содержала обвинения в адрес кайзера и правительства Германии, начиная с 1912 года, когда Вильгельм II представил военные планы Генерального штаба отделу крупного немецкого бизнеса с просьбой о финансовой и экономической поддержке войны в обмен на возможности расширения бизнеса после войны. Война не должна была продлиться больше года, но впоследствии Генеральный штаб продолжал просить больше денег, поскольку время шло, а война продолжалась, и никто не предлагал обещанного расширения.
Тиссена попросили внести 100 000 долларов в последний заем, но он отказался. В свою очередь, его контракты с государством были расторгнуты, а его предприятие перешло под контроль государства. Он вернулся в Германию в 1917 году и никогда не делал заявлений о подлинности брошюры. Он продолжал вести уединенный образ жизни в своем замке Ландсберг, и вскоре управление перешло к его сыну Фрицу. Бизнес пережил крах 1918 года и последовавшие за ним революционные беспорядки.
«Дом Тиссенов служил каждому господину, который обещал завоевать мир и разделить добычу с Тиссенами. Оба Тиссена, отец [Артур] и сын [Фриц], считались пангерманистами и нацистами. Они стремились расширить свой бизнес, потому продвигали и финансировали планы по завоеванию мира. Задолго до начала Первой мировой войны Август Тиссена обвиняли в провоцировании марокканского кризиса 1904—1905 годов, который мог привести к нападению Германии на Францию. Тиссен планировал предоставить ссуду султану Марокко в обмен на право эксплуатации марокканских железных рудников. Он заявил, что это лучшая возможность свести счеты с Францией на полях сражений. Правительство Берлина разделяло эти взгляды, но, узнав, что Великобритания будет поддерживать Францию, поспешно отступило».
Август Тиссен умер в 1926 году от пневмонии в результате осложнений после операции на глазах.
Почётный гражданин Дуйсбурга (1911).

## Личная жизнь
3 декабря 1872 года в Мюльхайм-ан-дер-Руре он женился на Гедвиге Пельцер (1854—1940), дочери Иоганна-Генриха Пельцера и его жены Гедвиге Троост.
У супругов Тиссен родилось четверо детей: 
- Фриц (1873-1951), был женат, одна дочь Анита (1909-1990), у которой двое детей.
- Август (1874-1943), не женат, бездетен, но имел множество романов.
- Генрих (1875-1947), был женат трижды, от первого брака четверо детей.
- Гедвига (1878-1960), 1 муж - барон Фердинанд фон Нойфорж (1869–1942), трое детей, развод, 2 муж - барон Максимилиан фон Берг (1859–1925), двое детей.

Август Тиссен передал собственность своим детям, но сохранил за собой права управления при жизни, чтобы избежать раздела промышленной империи в случае своего развода с супругой. Развод состоялся в 1885 году.

## Фильм
- Deutsche Dynastien — Die Thyssens. Dokumentarfilm, Deutschland, 2010, 44 Min., Buch und Regie: Julia Melchior und Sebastian Dehnhardt, Produktion: WDR, Reihe: Deutsche Dynastien, Erstausstrahlung: ARD, 8. November 2010, Архивировано {{{2}}}. der ARD.